# Eriococcus multispinatus
Eriococcus multispinatus är en insektsart som först beskrevs av Tang och Hao 1995.  Eriococcus multispinatus ingår i släktet Eriococcus och familjen filtsköldlöss. Inga underarter finns listade i Catalogue of Life.